# Jef Foubert
Joseph (Jef) Foubert (Sint-Niklaas, 30 maart 1946) is een Belgisch politicus voor de CVP en diens opvolger CD&V.

## Levensloop
Hij was van 1969 tot 1970 secretaris van de Sociale Raad aan de Katholieke Universiteit Leuven, hierop aansluitend werd hij achtereenvolgens stafmedewerker (1971-1974), nationaal secretaris (1974-1978) en ten slotte nationaal voorzitter (1978-1985) van de Kristelijke Werknemersbeweging (KWB).
In 1985 werd hij aangesteld als kabinetschef van de Vlaamse Minister bevoegd voor Leefmilieu, Volksgezondheid, Gezin en Welzijn Jan Lenssens, een functie die hij uitoefende tot 1991. Vervolgens werd hij administrateur-generaal van het Vlaams Fonds voor Sociale Integratie van Personen met een Handicap, een functie die hij uitoefende tot 2007. 
Daarnaast werd hij bij de lokale verkiezingen van 1994 verkozen tot gemeenteraadslid te Sint-Niklaas, waar hij van 1995 tot 1996 en opnieuw van 2001 tot 2006 fractievoorzitter was. Van 1997 tot 2000 was hij burgemeester van deze stad, in deze hoedanigheid volgde hij Lieven Lenaerts op, zelf werd hij  opgevolgd door Freddy Willockx. Van 2007 tot 2013 ten slotte was hij OCMW-voorzitter. Op 22 oktober 2010 verliet hij de gemeenteraad.